# Athabasca Pass
Athabasca Pass är ett bergspass i Kanada.   Det ligger på gränsen mellan provinserna British Columbia och Alberta i den centrala delen av landet, 3 200 km väster om huvudstaden Ottawa. Athabasca Pass ligger 1 751 meter över havet.
Terrängen runt Athabasca Pass är bergig österut, men västerut är den kuperad. Trakten runt Athabasca Pass är nära nog obefolkad, med mindre än två invånare per kvadratkilometer.. Det finns inga samhällen i närheten. 
Trakten runt Athabasca Pass består i huvudsak av gräsmarker.